# Chtonické božstvo

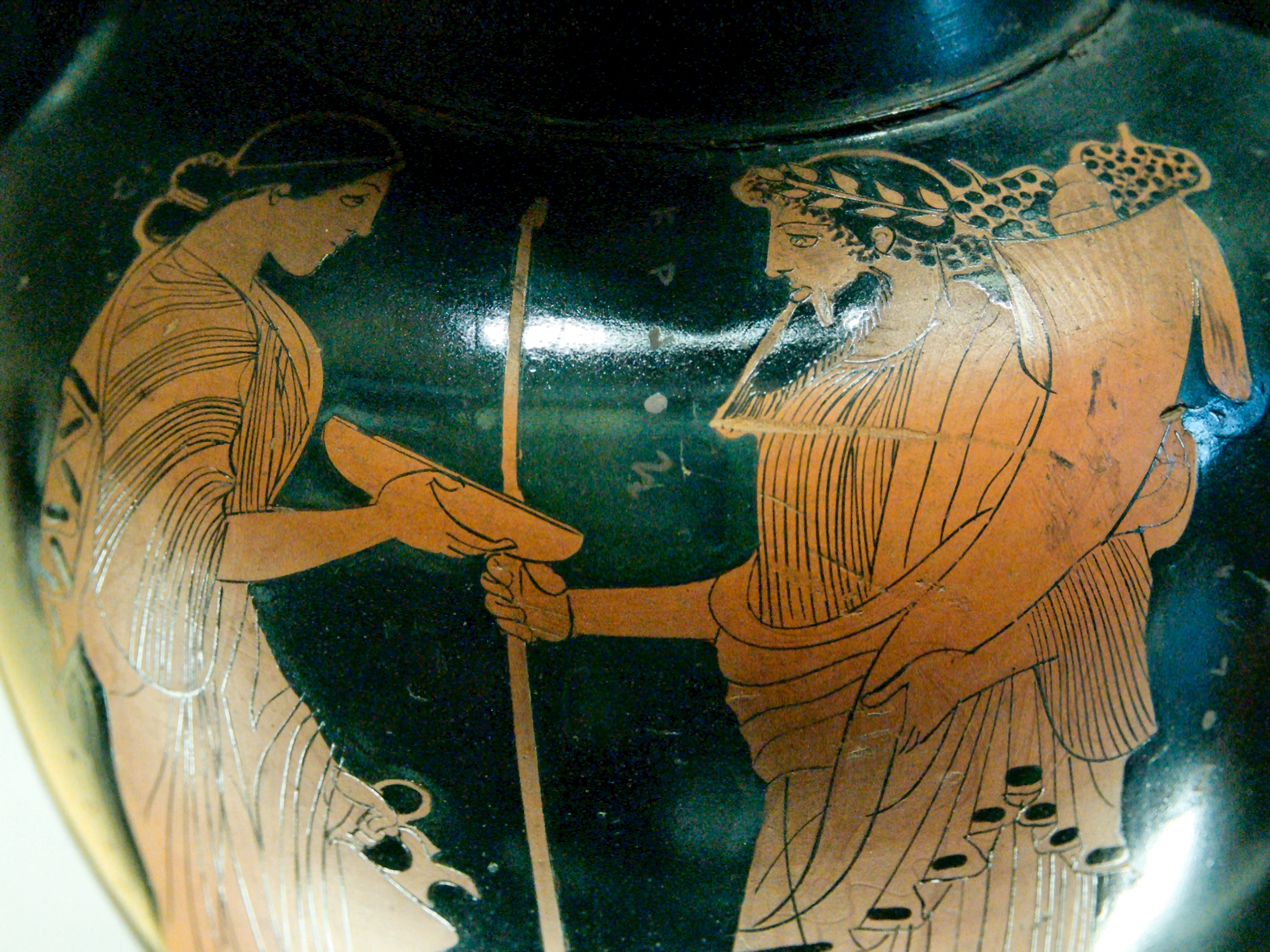
Hádés a Persefoné, vládci podsvětí, na attické váze červenofigurového stylu, 5. století př. n. l.

Chtonické božstvo, z chtón (země), je v starořeckém náboženství božstvo spojené se zemí, podsvětím, smrtí a plodností. K nejvýznamnějším z nich patří Démétér, Hádés a Hekaté. Jako chtoničtí byli ale také chápáni mrtví hrdinové, Zeus s titulem Chtónios a s chtonickými mocnostmi byly spojovány věštby skrze inkubaci. V ikonografii je časté spojení s hady.
Výraz chtonický se někdy také používá šířeji a mimo řecký kontext. Antropolog Jaroslav Malina chápe chtonická božstva jako jednu velkou skupinu božstev, vedle božstev astrálních, spojených s podsvětím, zemí, vodou, živou i neživou přírodou a posmrtným životem. Za příklad takového boha považuje například egyptského Usira.